# Too Hot to Sleep
Too Hot to Sleep è il settimo album della band Survivor pubblicato nel 1988. Il disco vede sonorità molto vicine a quelle del primo album della band, forse questo il motivo per cui le vendite di quest'album furono scarse. Singoli estratti dall'album furono Didn't Know It Was Love (61º posto nella Billboard Hot 100) e Across The Miles (74º in classifica). L'album invece si piazzò 187º nella Billboard 200 (risultato più basso di Survivor e Caught in the Game). La band però andò in tour (memorabile la loro apertura per i Cheap Trick in una delle date del The Flame Tour of North America). Dopo il tour però Frankie Sullivan, Jimi Jamison e Jim Peterik annunciarono uno scioglimento della band a tempo indeterminato. L'album vede l'entrata nel gruppo del bassista Bill Syniar e del batterista Mickey Curry, sostituti dei fuoriuscenti Stephan Ellis e Marc Droubay.

## Tracce
1. "She's a Star"
2. "Desperate Dreams"
3. "Too Hot to Sleep" (Sullivan, Peterik, Jamison)
4. "Didn't Know It Was Love"
5. "Rhythm of the City" (Sullivan, Peterik, Jamison)
6. "Here Comes Desire"
7. "Across the Miles"
8. "Tell Me I'm the One"
9. "Can't Give It Up"
10. "Burning Bridges"

## Formazione
- Jimi Jamison - voce
- Frankie Sullivan - chitarra
- Jim Peterik - chitarra/tastiera
- Bill Syniar - basso elettrico
- Mickey Curry - batteria